# Ryuto Sakaki
Ryuto Sakaki (jap. 榊流斗 Sakaki Ryuto; ur. 24 maja 2000) – japoński zapaśnik walczący w stylu wolnym. Brązowy medalista mistrzostw Azji w 2020. Mistrz świata kadetów w 2017 roku.